# Burang
Burang (chữ Tạng: སྤུ་ཧྲེང་རྫོང་; Wylie: spu hreng rdzong; ZWPY: Burang Zong; tiếng Trung: 普兰县; bính âm: Pǔlán Xiàn, Hán Việt: Phổ Lan huyện) là một huyện của địa khu Ngari (A Lý), khu tự trị Tây Tạng, Trung Quốc. Huyện có biên giới với Nepal và Ấn Độ.

### Trấn
- Phổ Lan (普兰镇)

### Hương
- Ba Cát (巴噶乡)
- Hoắc Nhĩ (霍尔乡)